# Từ An Tường
Từ An Tường (sinh tháng 4 năm 1956) là Trung tướng Không quân Quân Giải phóng Nhân dân Trung Quốc (PLAAF). Ông hiện là Ủy viên Ban Chấp hành Trung ương Đảng Cộng sản Trung Quốc khóa XIX, Ủy viên Thường vụ Đảng ủy Không quân PLA, Phó Tư lệnh Không quân PLA. Ông từng giữ chức Phó Tư lệnh Chiến khu Nam bộ kiêm Tư lệnh Không quân Chiến khu Nam bộ và Phó Tư lệnh Quân khu Quảng Châu kiêm Tư lệnh Không quân Quân khu Quảng Châu.

## Tiểu sử
Từ An Tường sinh tháng 4 năm 1956 tại Thường Châu, tỉnh Giang Tô. Ông từng giữ chức Sư đoàn trưởng Sư đoàn 14 Lực lượng hàng không Không quân Quân khu Nam Kinh và Phó Tham mưu trưởng Không quân Quân khu Nam Kinh. Năm 2007, ông được thăng quân hàm Thiếu tướng Không quân. Năm 2009, ông được bổ nhiệm làm Tham mưu trưởng Không quân Quân khu Nam Kinh.
Tháng 7 năm 2011, ông được bổ nhiệm giữ chức Phó Tham mưu trưởng Không quân PLA. Tháng 12 năm 2012, ông được bổ nhiệm làm Phó Tư lệnh Quân khu Quảng Châu kiêm Tư lệnh Không quân Quân khu Quảng Châu. Ngày 16 tháng 7 năm 2014, ông được thăng quân hàm Trung tướng Không quân.
Ngày 1 tháng 2 năm 2016, Chủ tịch Quân ủy Trung ương Tập Cận Bình tuyên bố giải thể 7 Quân khu là Bắc Kinh, Thẩm Dương, Tế Nam, Nam Kinh, Quảng Châu, Lan Châu và Thành Đô để thành lập 5 Chiến khu là Chiến khu Đông, Chiến khu Bắc, Chiến khu Nam, Chiến khu Tây và Chiến khu Trung ương. Từ An Tường được bổ nhiệm giữ chức Phó Tư lệnh Chiến khu Nam bộ kiêm Tư lệnh Không quân Chiến khu Nam bộ.
Ngày 24 tháng 10 năm 2017, tại phiên bế mạc của Đại hội Đảng Cộng sản Trung Quốc lần thứ XIX, ông được bầu làm Ủy viên Ban Chấp hành Trung ương Đảng Cộng sản Trung Quốc khóa XIX. Tháng 1 năm 2018, ông được bổ nhiệm làm Ủy viên Thường vụ Đảng ủy Không quân PLA. Tháng 2 năm 2018, ông kiêm nhiệm chức vụ Phó Tư lệnh Không quân PLA.